# Liam Pitchford
Liam Pitchford, né le 12 juillet 1993 à Chesterfield, est un pongiste britannique, membre de l'équipe nationale d'Angleterre et du Royaume-Uni.

## Biographie et carrière sportive
Dès son plus jeune âge, Liam s’illustre dans le milieu du tennis de table dans son pays en atteignant la finale des championnats nationaux d'Angleterre de 2010, à seize ans, en perdant contre son compatriote Andrew Baggaley. Il participe également aux jeux olympiques de 2012 à Londres, à tout juste 19 ans. Par la suite Liam effectue une bonne transition dans la catégorie senior en s'imposant dans les cinquante meilleurs mondiaux en novembre 2014 à 20 ans, puis en décrochant une médaille d'argent lors des Jeux du Commonwealth de 2014. 
C'est alors qu'il se fait remarquer lors des championnats du monde en simple, en Chine, en 2015, en battant successivement le légendaire Kalinikos Kreanga au premier tour puis le portugais Tiago Apolonia, alors no 20 mondial. Il atteint également les huitièmes de finale lors des championnats d'Europe de la même année en Octobre, en s'inclinant contre Dimitrij Ovtcharov, futur vainqueur du titre, au terme d'un bon match au score de 4-2.
Mais c'est en 2016 que Liam Pitchford fait véritablement entendre son nom dans le milieu du tennis de table. Alors n°1 de son équipe nationale, il s'envole lors des championnats du monde par équipe en 2016 à Kuala Lumpur en décrochant une magnifique médaille de bronze, chose inédite alors que l'Angleterre ne faisait même pas partie des meilleures équipes européennes. Liam y fait sa renommée puisqu'il joua un rôle décisif dans le gain de la médaille lors du match en quart de finale contre la France. Il gagna en effet ses deux matchs face aux deux meilleurs joueurs français Emmanuel Lebesson et Simon Gauzy. Il révéla également sa montée en puissance lors de la demi-finale face au Japon en perdant de justesse face au meilleur joueur japonais Jun Mizutani, alors classé dans le top 10 mondial. 
C'est ainsi qu'en 2016, l'équipe d'Angleterre composée de Paul Drinkhall, Samuel Walker et de Liam Pitchford fait entendre sa puissance dans le tennis de table mondial mais principalement grâce au dernier. L'équipe d'Angleterre se hisse ainsi en quart de finale contre la grande Chine dans la compétition par équipe des JO de Rio en 2016 où Liam Pitchford fit plus de peur que de mal au chinois Ma Long, alors nouveau champion olympique en le perdant de justesse.
Enfin, en 2018, Liam hisse à nouveau son équipe nationale dans les compétitions internationales avec tout d'abord une médaille de bronze lors de la coupe du monde par équipes messieurs en Février puis un quart de finale aux championnats du monde par équipe messieurs en Mai. Il y fit de beaux résultats notamment dans le match de poule contre le Japon, l'une des meilleurs nations du tennis de table mondial, en écrasant l'espoir japonais Tomokazu Harimoto, puis le n°1 japonais, Jun Mizutani. 
A 25 ans, Liam Pitchford est donc l'un des espoirs européens du tennis de table. Ses résultats mondiaux et européens montrent son potentiel et il est possible qu'il intègre, dans quelque temps, le top 10 mondial. Il est quatre fois champion d'angleterre en simple (2013, 2014, 2015, 2018) puis six fois en double (2010, 2013, 2014, 2015, 2016, 2017) dont les cinq derniers titres avec Paul Drinkhall, et enfin une fois en double mixte, en 2018, avec Tin-Tin Ho. 
Liam Pitchford évolua tout d'abord dans le club allemand de TTF Liebherr Ochsenhausen jusqu'en 2016 avant de rejoindre, en Septembre 2023, le club français de la Garde du Vœu Hennebont TT.

## Vie personnelle
Malgré ses beaux résultats en 2016, Liam Pitchford fut victime cette année-là de dépression à cause du décès de son président de son club d'Ochsenhausen, en Allemagne, ce qui l’a lourdement affecté. Celui-ci était également son ami et l’un de ses plus fidèles supporters. « Ça m’a bouleversé, je me sentais un peu perdu et j’ai senti que mon jeu s’en ressentait », a t-il déclaré. Mais, champion introverti, il a mis un peu de temps pour libérer sa parole. C'est pour cela qu'à l'été 2018, n’hésitant pas à dévoiler au grand jour son histoire personnelle, Liam a ainsi souhaité s’investir dans la campagne « The big listen » (La grande écoute) destinée à promouvoir l’œuvre des « Samaritains » anglais, une association qui tente de fournir un soutien émotionnel 24h/24 aux personnes en détresse, via une plateforme téléphonique gratuite. Il déclare alors « On m’a aidé. Donc, ça me semblait normal d’aider les autres. Lors de différents événements caritatifs, j’’encourage les gens à parler… » . Attaquant raquette en main, Liam Pitchford se mue donc en défenseur de ces petites mains, déterminées à aider leur prochain simplement par une écoute attentive[réf. souhaitée].